# 切雷斯
切雷斯（義大利語：Ceres），是意大利北部皮埃蒙特大区都靈廣域市的一个市镇。总面积27.8平方公里，总人口1080，人口密度38.8人/平方公里（2010年12月31日）。